# Susanne Bienwald

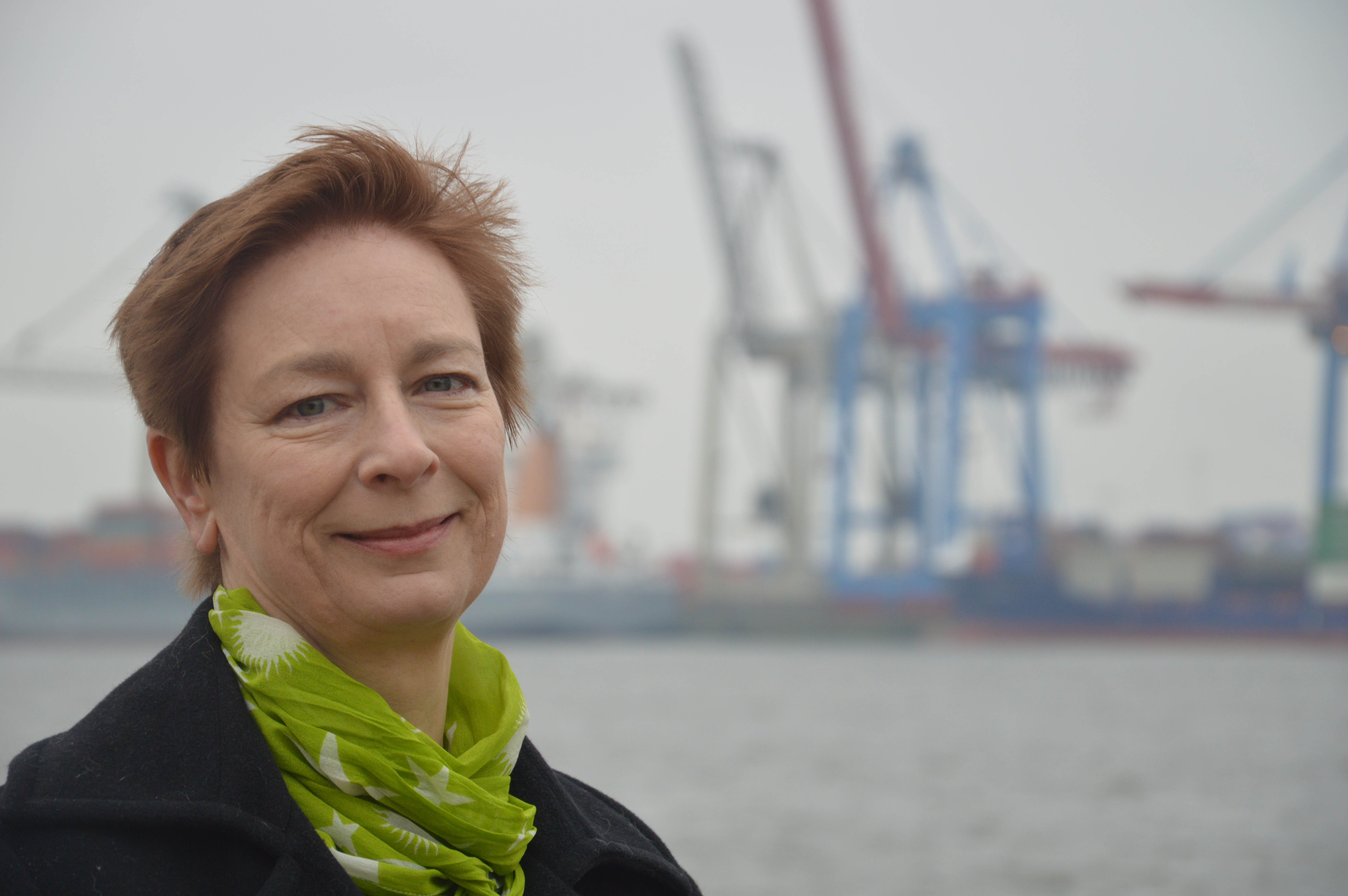
Susanne Bienwald (2015)

Susanne Bienwald (* 1968 in Eutin, Deutschland) ist eine deutsche Schriftstellerin, Lektorin und Literaturwissenschaftlerin.

## Leben
Susanne Bienwald ist mit fünf Geschwistern in Schleswig-Holstein aufgewachsen. Nach der Schule begann sie ein Studium der Philosophie, Germanistik, Romanistik und Soziologie in Konstanz, Berlin und Hamburg. In Hamburg legte sie schließlich das Staatsexamen in Literaturwissenschaft ab.
Nach einer kurzen Anstellung als Lehrerin arbeitet Bienwald seit 2001 als freie Autorin und seit 2017 als Lektorin im Verlag Expeditionen in Hamburg.
Ihre Arbeiten umfassen mehrere Bücher, einen Film sowie den Text zu plots, einer audiovisuellen Installation der Münchner Künstlerin Angelika Böck im Brühler Kunstverein.
Bienwald ist Mitglied in mehreren literarischen Gesellschaften, unter anderem der Hebbel-Gesellschaft, der Wilhelm-Lehmann-Gesellschaft sowie dem Heine-Haus Hamburg. Zusätzlich dazu ist sie ein langjähriges Vorstandsmitglied des Writer's Room Hamburg sowie Mitglied der Hamburger Autorenvereinigung, bei der sie mehrfach in der Jury des Walter-Kempowski-Literaturpreises saß.
Bis heute hält Bienwald außerdem Lesungen und Vorträge, unter anderem an Hamburger Schulen.

## Werke
Susanne Bienwald beschäftigte sich in ihren Publikationen mit norddeutschen Dramatikern und Lyrikern. Ihre erste Arbeit war ein Porträt über Hans Erich Nossack. Ihr Film Hans Erich Nossack. Innenansichten eines Außenseiters (zusammen mit Frank Hertweck) wurde im Jahr 2001 für den SWR, Baden-Baden, produziert und gewann 2002 den Fernsehpreis der Landeshauptstadt München LiteraVision. Im Jahr 2007 erschien das Buch Hans Erich Nossack. Nachts auf der Lombardsbrücke, welches das Leben des Dramatikers beschreibt.
Zu Friedrich Hebbel veröffentlichte Bienwald 2008 Lauter zerrissene Verhältnisse. Friedrich Hebbel und Hamburg, in dem sie das Verhältnis des Autors mit Hamburg beschreibt. Im Jahr 2016 veröffentlichte sie die biographische Künstlernovelle Da geht einer, welche einen Fußmarsch des Dramatikers von München nach Hamburg beschreibt.
Außerdem widmete sie sich dem Thema Hochsensibilität (Roman Wittensee, 2016), Das Buch Ich, Mina aus der Gärtnerstraße (2018) umfasst zahlreiche Kurzgeschichten aus der Sicht von Bienwalds Hündin.

## Veröffentlichungen (Auswahl)
- Hans Erich Nossack. Innenansichten eines Außenseiters. SWR 2001.
- Hans Erich Nossack. Nachts auf der Lombardsbrücke. Hoffmann und Campe, Hamburg 2007, ISBN 978-3-455-50025-7.
- Lauter zerrissene Verhältnisse. Friedrich Hebbel und Hamburg. Hoffmann und Campe, Hamburg 2008, ISBN 978-3-455-50069-1.
- Da geht einer. Verlag Expeditionen, Hamburg 2016, ISBN 978-3-943863-48-2.
- Wittensee. Verlag Kadera, Norderstedt 2016, ISBN 978-3-944459-56-1.
- Ich, Mina aus der Gärtnerstraße – Ansichten eines klugen Hundes. Verlag Expeditionen, Hamburg 2018, ISBN 978-3-947911-04-2.